# Tour du Guangxi 2024
La 5e édition du Tour du Guangxi a lieu du 15 au 20 octobre 2024, en Chine entre les villes de Fangchenggang et Nanning, sur un parcours de 1021,8 kilomètres réparti en six étapes. La course fait partie du calendrier UCI World Tour 2024 en catégorie 2.UWT dont elle est la dernière course de la saison.

## Présentation

### Parcours
Les six étapes devraient proposer des arrivées au sprint ou pour puncheur-grimpeur. L’étape reine est la cinquième étape. Elle propose une arrivée au sommet à Nongla au terme d’une montée de 3,3 kilomètres à 6,6 %.

### Équipes
Dix-neuf équipes participent à la course.
| WorldTeams (16)- Arkéa-B&B Hotels - Astana Qazaqstan Team - Bahrain Victorious - Cofidis - Decathlon-AG2R La Mondiale - EF Education-EasyPost - Ineos Grenadiers - Intermarché-Wanty - Lidl-Trek - Movistar Team - Red Bull-Bora-Hansgrohe - Soudal Quick-Step - Team dsm-firmenich PostNL - Team Visma \| Lease a Bike - Team Jayco AlUla - UAE Team Emirates ProTeams (2)- Israel-Premier Tech - Lotto Dstny Équipe nationale- Chine |
| |

### Étapes
| Étape     | Date    | Villes étapes                                         | type            | Distance (km) | Dénivelé (m) | Vainqueur d'étape   | Leader du classement général |
| --------- | ------- | ----------------------------------------------------- | --------------- | ------------- | ------------ | ------------------- | ---------------------------- |
| 1re étape | 15 oct. | Fangchenggang – Fangchenggang                         | étape de plaine | 149,4         | 1 604 m      | Lionel Taminiaux    | Lionel Taminiaux             |
| 2e étape  | 16 oct. | Chongzuo – Xian de Jingxi                             | étape vallonnée | 181,5         | 2 175 m      | Warre Vangheluwe    | Max Kanter                   |
| 3e étape  | 17 oct. | Xian de Jingxi – Xian autonome yao de Bama            | étape vallonnée | 214           | 2 563 m      | Ethan Vernon        | Ethan Vernon                 |
| 4e étape  | 18 oct. | Xian autonome yao de Bama – district de Jinchengjiang | étape vallonnée | 176,9         | 2 835 m      | Ethan Vernon        | Max Kanter                   |
| 5e étape  | 19 oct. | Yizhou – Mashan Nongla Scenic Area                    | étape vallonnée | 165,8         | 1 881 m      | Lennert Van Eetvelt | Lennert Van Eetvelt          |
| 6e étape  | 20 oct. | Nanning – Nanning                                     | étape vallonnée | 134,3         | 1 673 m      | Matevž Govekar      | Lennert Van Eetvelt          |

## Déroulement de la course

### 1reétape
| \| Classement de l'étape \| Classement de l'étape \| Classement de l'étape \| Classement de l'étape \| Classement de l'étape \| \| Coureur \| Coureur \| Pays \| Équipe \| Temps \| \| --------------------- \| --------------------- \| --------------------- \| --------------------- \| --------------------- \| \| 1er \| Lionel Taminiaux \| Belgique \| Lotto Dstny \| 3 h 17 min 58 s \| \| 2e \| Gijs Van Hoecke \| Belgique \| Intermarché-Wanty \| + 0 s \| \| 3e \| Sebastián Molano \| Colombie \| UAE Team Emirates \| + 0 s \| \| 4e \| Ethan Vernon \| Royaume-Uni \| Israel-Premier Tech \| + 0 s \| \| 5e \| Max Kanter \| Allemagne \| Astana Qazaqstan Team \| + 0 s \| \| 6e \| Blake Quick \| Australie \| Team Jayco AlUla \| + 0 s \| \| 7e \| Dušan Rajović \| Serbie \| Bahrain Victorious \| + 0 s \| \| 8e \| Milan Fretin \| Belgique \| Cofidis \| + 0 s \| \| 9e \| Riley Pickrell \| Canada \| Israel-Premier Tech \| + 0 s \| \| 10e \| Luke Lamperti \| États-Unis \| Soudal Quick-Step \| + 0 s \| |                  |             |                       |                 |
| |                  |             |                       |                 |
| |                  |             |                       |                 |
| Classement de l'étape |                  |             |                       |                 |
| Coureur | Coureur          | Pays        | Équipe                | Temps           |
| 1er | Lionel Taminiaux | Belgique    | Lotto Dstny           | 3 h 17 min 58 s |
| 2e | Gijs Van Hoecke  | Belgique    | Intermarché-Wanty     | + 0 s           |
| 3e | Sebastián Molano | Colombie    | UAE Team Emirates     | + 0 s           |
| 4e | Ethan Vernon     | Royaume-Uni | Israel-Premier Tech   | + 0 s           |
| 5e | Max Kanter       | Allemagne   | Astana Qazaqstan Team | + 0 s           |
| 6e | Blake Quick      | Australie   | Team Jayco AlUla      | + 0 s           |
| 7e | Dušan Rajović    | Serbie      | Bahrain Victorious    | + 0 s           |
| 8e | Milan Fretin     | Belgique    | Cofidis               | + 0 s           |
| 9e | Riley Pickrell   | Canada      | Israel-Premier Tech   | + 0 s           |
| 10e | Luke Lamperti    | États-Unis  | Soudal Quick-Step     | + 0 s           |

| \| Classement général \| Classement général \| Classement général \| Classement général \| Classement général \| \| Coureur \| Coureur \| Pays \| Équipe \| Temps \| \| ------------------ \| ------------------ \| ------------------ \| -------------------------- \| ------------------ \| \| 1er \| Lionel Taminiaux \| Belgique \| Lotto Dstny \| 3 h 17 min 48 s \| \| 2e \| Gijs Van Hoecke \| Belgique \| Intermarché-Wanty \| + 4 s \| \| 3e \| Stan Dewulf \| Belgique \| Decathlon-AG2R La Mondiale \| + 5 s \| \| 4e \| Rune Herregodts \| Belgique \| Intermarché-Wanty \| + 5 s \| \| 5e \| Sebastián Molano \| Colombie \| UAE Team Emirates \| + 6 s \| \| 6e \| Jhonatan Narváez \| Équateur \| Ineos Grenadiers \| + 9 s \| \| 7e \| Robert Stannard \| Australie \| Bahrain Victorious \| + 9 s \| \| 8e \| Ethan Vernon \| Royaume-Uni \| Israel-Premier Tech \| + 10 s \| \| 9e \| Max Kanter \| Allemagne \| Astana Qazaqstan Team \| + 10 s \| \| 10e \| Blake Quick \| Australie \| Team Jayco AlUla \| + 10 s \| |                  |             |                            |                 |
| |                  |             |                            |                 |
| |                  |             |                            |                 |
| Classement général |                  |             |                            |                 |
| Coureur | Coureur          | Pays        | Équipe                     | Temps           |
| 1er | Lionel Taminiaux | Belgique    | Lotto Dstny                | 3 h 17 min 48 s |
| 2e | Gijs Van Hoecke  | Belgique    | Intermarché-Wanty          | + 4 s           |
| 3e | Stan Dewulf      | Belgique    | Decathlon-AG2R La Mondiale | + 5 s           |
| 4e | Rune Herregodts  | Belgique    | Intermarché-Wanty          | + 5 s           |
| 5e | Sebastián Molano | Colombie    | UAE Team Emirates          | + 6 s           |
| 6e | Jhonatan Narváez | Équateur    | Ineos Grenadiers           | + 9 s           |
| 7e | Robert Stannard  | Australie   | Bahrain Victorious         | + 9 s           |
| 8e | Ethan Vernon     | Royaume-Uni | Israel-Premier Tech        | + 10 s          |
| 9e | Max Kanter       | Allemagne   | Astana Qazaqstan Team      | + 10 s          |
| 10e | Blake Quick      | Australie   | Team Jayco AlUla           | + 10 s          |

### 2eétape
| \| Classement de l'étape \| Classement de l'étape \| Classement de l'étape \| Classement de l'étape \| Classement de l'étape \| \| Coureur \| Coureur \| Pays \| Équipe \| Temps \| \| --------------------- \| --------------------- \| --------------------- \| --------------------- \| --------------------- \| \| 1er \| Warre Vangheluwe \| Belgique \| Soudal Quick-Step \| 3 h 49 min 29 s \| \| 2e \| Max Kanter \| Allemagne \| Astana Qazaqstan Team \| + 0 s \| \| 3e \| Jake Stewart \| Royaume-Uni \| Israel-Premier Tech \| + 0 s \| \| 4e \| Alberto Bruttomesso \| Italie \| Bahrain Victorious \| + 0 s \| \| 5e \| Matevž Govekar \| Slovénie \| Bahrain Victorious \| + 0 s \| \| 6e \| Davide Cimolai \| Italie \| Movistar Team \| + 0 s \| \| 7e \| Ethan Vernon \| Royaume-Uni \| Israel-Premier Tech \| + 0 s \| \| 8e \| Sebastián Molano \| Colombie \| UAE Team Emirates \| + 0 s \| \| 9e \| Gijs Van Hoecke \| Belgique \| Intermarché-Wanty \| + 0 s \| \| 10e \| Natnael Tesfatsion \| Érythrée \| Lidl-Trek \| + 0 s \| |                     |             |                       |                 |
| |                     |             |                       |                 |
| |                     |             |                       |                 |
| Classement de l'étape |                     |             |                       |                 |
| Coureur | Coureur             | Pays        | Équipe                | Temps           |
| 1er | Warre Vangheluwe    | Belgique    | Soudal Quick-Step     | 3 h 49 min 29 s |
| 2e | Max Kanter          | Allemagne   | Astana Qazaqstan Team | + 0 s           |
| 3e | Jake Stewart        | Royaume-Uni | Israel-Premier Tech   | + 0 s           |
| 4e | Alberto Bruttomesso | Italie      | Bahrain Victorious    | + 0 s           |
| 5e | Matevž Govekar      | Slovénie    | Bahrain Victorious    | + 0 s           |
| 6e | Davide Cimolai      | Italie      | Movistar Team         | + 0 s           |
| 7e | Ethan Vernon        | Royaume-Uni | Israel-Premier Tech   | + 0 s           |
| 8e | Sebastián Molano    | Colombie    | UAE Team Emirates     | + 0 s           |
| 9e | Gijs Van Hoecke     | Belgique    | Intermarché-Wanty     | + 0 s           |
| 10e | Natnael Tesfatsion  | Érythrée    | Lidl-Trek             | + 0 s           |

| \| Classement général \| Classement général \| Classement général \| Classement général \| Classement général \| \| Coureur \| Coureur \| Pays \| Équipe \| Temps \| \| ------------------ \| ------------------ \| ------------------ \| -------------------------- \| ------------------ \| \| 1er \| Max Kanter \| Allemagne \| Astana Qazaqstan Team \| 7 h 07 min 21 s \| \| 2e \| Gijs Van Hoecke \| Belgique \| Intermarché-Wanty \| + 0 s \| \| 3e \| Stan Dewulf \| Belgique \| Decathlon-AG2R La Mondiale \| + 1 s \| \| 4e \| Filip Maciejuk \| Pologne \| Red Bull-Bora-Hansgrohe \| + 1 s \| \| 5e \| Dries De Bondt \| Belgique \| Decathlon-AG2R La Mondiale \| + 1 s \| \| 6e \| Rune Herregodts \| Belgique \| Intermarché-Wanty \| + 1 s \| \| 7e \| Sebastián Molano \| Colombie \| UAE Team Emirates \| + 2 s \| \| 8e \| Jake Stewart \| Royaume-Uni \| Israel-Premier Tech \| + 2 s \| \| 9e \| Robert Stannard \| Australie \| Bahrain Victorious \| + 5 s \| \| 10e \| Martin Svrček \| Slovaquie \| Soudal Quick-Step \| + 5 s \| |                  |             |                            |                 |
| |                  |             |                            |                 |
| |                  |             |                            |                 |
| Classement général |                  |             |                            |                 |
| Coureur | Coureur          | Pays        | Équipe                     | Temps           |
| 1er | Max Kanter       | Allemagne   | Astana Qazaqstan Team      | 7 h 07 min 21 s |
| 2e | Gijs Van Hoecke  | Belgique    | Intermarché-Wanty          | + 0 s           |
| 3e | Stan Dewulf      | Belgique    | Decathlon-AG2R La Mondiale | + 1 s           |
| 4e | Filip Maciejuk   | Pologne     | Red Bull-Bora-Hansgrohe    | + 1 s           |
| 5e | Dries De Bondt   | Belgique    | Decathlon-AG2R La Mondiale | + 1 s           |
| 6e | Rune Herregodts  | Belgique    | Intermarché-Wanty          | + 1 s           |
| 7e | Sebastián Molano | Colombie    | UAE Team Emirates          | + 2 s           |
| 8e | Jake Stewart     | Royaume-Uni | Israel-Premier Tech        | + 2 s           |
| 9e | Robert Stannard  | Australie   | Bahrain Victorious         | + 5 s           |
| 10e | Martin Svrček    | Slovaquie   | Soudal Quick-Step          | + 5 s           |

### 3eétape
| \| Classement de l'étape \| Classement de l'étape \| Classement de l'étape \| Classement de l'étape \| Classement de l'étape \| \| Coureur \| Coureur \| Pays \| Équipe \| Temps \| \| --------------------- \| --------------------- \| --------------------- \| --------------------- \| --------------------- \| \| 1er \| Ethan Vernon \| Royaume-Uni \| Israel-Premier Tech \| 4 h 44 min 04 s \| \| 2e \| Sebastián Molano \| Colombie \| UAE Team Emirates \| + 0 s \| \| 3e \| Riley Pickrell \| Canada \| Israel-Premier Tech \| + 0 s \| \| 4e \| Milan Fretin \| Belgique \| Cofidis \| + 0 s \| \| 5e \| Marijn van den Berg \| Pays-Bas \| EF Education-EasyPost \| + 0 s \| \| 6e \| Luke Lamperti \| États-Unis \| Soudal Quick-Step \| + 0 s \| \| 7e \| Gijs Van Hoecke \| Belgique \| Intermarché-Wanty \| + 0 s \| \| 8e \| Max Kanter \| Allemagne \| Astana Qazaqstan Team \| + 0 s \| \| 9e \| Davide Cimolai \| Italie \| Movistar Team \| + 0 s \| \| 10e \| Iván García Cortina \| Espagne \| Movistar Team \| + 0 s \| |                     |             |                       |                 |
| |                     |             |                       |                 |
| |                     |             |                       |                 |
| Classement de l'étape |                     |             |                       |                 |
| Coureur | Coureur             | Pays        | Équipe                | Temps           |
| 1er | Ethan Vernon        | Royaume-Uni | Israel-Premier Tech   | 4 h 44 min 04 s |
| 2e | Sebastián Molano    | Colombie    | UAE Team Emirates     | + 0 s           |
| 3e | Riley Pickrell      | Canada      | Israel-Premier Tech   | + 0 s           |
| 4e | Milan Fretin        | Belgique    | Cofidis               | + 0 s           |
| 5e | Marijn van den Berg | Pays-Bas    | EF Education-EasyPost | + 0 s           |
| 6e | Luke Lamperti       | États-Unis  | Soudal Quick-Step     | + 0 s           |
| 7e | Gijs Van Hoecke     | Belgique    | Intermarché-Wanty     | + 0 s           |
| 8e | Max Kanter          | Allemagne   | Astana Qazaqstan Team | + 0 s           |
| 9e | Davide Cimolai      | Italie      | Movistar Team         | + 0 s           |
| 10e | Iván García Cortina | Espagne     | Movistar Team         | + 0 s           |

| \| Classement général \| Classement général \| Classement général \| Classement général \| Classement général \| \| Coureur \| Coureur \| Pays \| Équipe \| Temps \| \| ------------------ \| ------------------ \| ------------------ \| -------------------------- \| ------------------ \| \| 1er \| Ethan Vernon \| Royaume-Uni \| Israel-Premier Tech \| 11 h 51 min 21 s \| \| 2e \| Sebastián Molano \| Colombie \| UAE Team Emirates \| + 0 s \| \| 3e \| Dries De Bondt \| Belgique \| Decathlon-AG2R La Mondiale \| + 2 s \| \| 4e \| Max Kanter \| Allemagne \| Astana Qazaqstan Team \| + 4 s \| \| 5e \| Gijs Van Hoecke \| Belgique \| Intermarché-Wanty \| + 4 s \| \| 6e \| Stan Dewulf \| Belgique \| Decathlon-AG2R La Mondiale \| + 5 s \| \| 7e \| Filip Maciejuk \| Pologne \| Red Bull-Bora-Hansgrohe \| + 5 s \| \| 8e \| Rune Herregodts \| Belgique \| Intermarché-Wanty \| + 5 s \| \| 9e \| Jake Stewart \| Royaume-Uni \| Israel-Premier Tech \| + 6 s \| \| 10e \| Robert Stannard \| Australie \| Bahrain Victorious \| + 8 s \| |                  |             |                            |                  |
| |                  |             |                            |                  |
| |                  |             |                            |                  |
| Classement général |                  |             |                            |                  |
| Coureur | Coureur          | Pays        | Équipe                     | Temps            |
| 1er | Ethan Vernon     | Royaume-Uni | Israel-Premier Tech        | 11 h 51 min 21 s |
| 2e | Sebastián Molano | Colombie    | UAE Team Emirates          | + 0 s            |
| 3e | Dries De Bondt   | Belgique    | Decathlon-AG2R La Mondiale | + 2 s            |
| 4e | Max Kanter       | Allemagne   | Astana Qazaqstan Team      | + 4 s            |
| 5e | Gijs Van Hoecke  | Belgique    | Intermarché-Wanty          | + 4 s            |
| 6e | Stan Dewulf      | Belgique    | Decathlon-AG2R La Mondiale | + 5 s            |
| 7e | Filip Maciejuk   | Pologne     | Red Bull-Bora-Hansgrohe    | + 5 s            |
| 8e | Rune Herregodts  | Belgique    | Intermarché-Wanty          | + 5 s            |
| 9e | Jake Stewart     | Royaume-Uni | Israel-Premier Tech        | + 6 s            |
| 10e | Robert Stannard  | Australie   | Bahrain Victorious         | + 8 s            |

### 4eétape
Vainqueur de l'étape, Ethan Vernon est pénalisé de 20 secondes pour avoir trop profité du sillages des voitures et perd le maillot de leader.
| \| Classement de l'étape \| Classement de l'étape \| Classement de l'étape \| Classement de l'étape \| Classement de l'étape \| \| Coureur \| Coureur \| Pays \| Équipe \| Temps \| \| --------------------- \| --------------------- \| --------------------- \| -------------------------- \| --------------------- \| \| 1er \| Ethan Vernon \| Royaume-Uni \| Israel-Premier Tech \| 4 h 02 min 11 s \| \| 2e \| Max Kanter \| Allemagne \| Astana Qazaqstan Team \| + 0 s \| \| 3e \| Alberto Bruttomesso \| Italie \| Bahrain Victorious \| + 0 s \| \| 4e \| Lionel Taminiaux \| Belgique \| Lotto Dstny \| + 0 s \| \| 5e \| Mick van Dijke \| Pays-Bas \| Team Visma \\| Lease a Bike \| + 0 s \| \| 6e \| Davide Cimolai \| Italie \| Movistar Team \| + 0 s \| \| 7e \| Riley Pickrell \| Canada \| Israel-Premier Tech \| + 0 s \| \| 8e \| Niklas Märkl \| Allemagne \| Team dsm-firmenich PostNL \| + 0 s \| \| 9e \| Matevž Govekar \| Slovénie \| Bahrain Victorious \| + 0 s \| \| 10e \| Gijs Van Hoecke \| Belgique \| Intermarché-Wanty \| + 0 s \| |                     |             |                            |                 |
| |                     |             |                            |                 |
| |                     |             |                            |                 |
| Classement de l'étape |                     |             |                            |                 |
| Coureur | Coureur             | Pays        | Équipe                     | Temps           |
| 1er | Ethan Vernon        | Royaume-Uni | Israel-Premier Tech        | 4 h 02 min 11 s |
| 2e | Max Kanter          | Allemagne   | Astana Qazaqstan Team      | + 0 s           |
| 3e | Alberto Bruttomesso | Italie      | Bahrain Victorious         | + 0 s           |
| 4e | Lionel Taminiaux    | Belgique    | Lotto Dstny                | + 0 s           |
| 5e | Mick van Dijke      | Pays-Bas    | Team Visma \| Lease a Bike | + 0 s           |
| 6e | Davide Cimolai      | Italie      | Movistar Team              | + 0 s           |
| 7e | Riley Pickrell      | Canada      | Israel-Premier Tech        | + 0 s           |
| 8e | Niklas Märkl        | Allemagne   | Team dsm-firmenich PostNL  | + 0 s           |
| 9e | Matevž Govekar      | Slovénie    | Bahrain Victorious         | + 0 s           |
| 10e | Gijs Van Hoecke     | Belgique    | Intermarché-Wanty          | + 0 s           |

| \| Classement général \| Classement général \| Classement général \| Classement général \| Classement général \| \| Coureur \| Coureur \| Pays \| Équipe \| Temps \| \| ------------------ \| ------------------- \| ------------------ \| -------------------------- \| ------------------ \| \| 1er \| Max Kanter \| Allemagne \| Astana Qazaqstan Team \| 15 h 53 min 30 s \| \| 2e \| Stan Dewulf \| Belgique \| Decathlon-AG2R La Mondiale \| + 1 s \| \| 3e \| Sebastián Molano \| Colombie \| UAE Team Emirates \| + 2 s \| \| 4e \| Dries De Bondt \| Belgique \| Decathlon-AG2R La Mondiale \| + 4 s \| \| 5e \| Gijs Van Hoecke \| Belgique \| Intermarché-Wanty \| + 6 s \| \| 6e \| Filip Maciejuk \| Pologne \| Red Bull-Bora-Hansgrohe \| + 7 s \| \| 7e \| Rune Herregodts \| Belgique \| Intermarché-Wanty \| + 7 s \| \| 8e \| Jake Stewart \| Royaume-Uni \| Israel-Premier Tech \| + 8 s \| \| 9e \| Alberto Bruttomesso \| Italie \| Bahrain Victorious \| + 8 s \| \| 10e \| Robert Stannard \| Australie \| Bahrain Victorious \| + 10 s \| |                     |             |                            |                  |
| |                     |             |                            |                  |
| |                     |             |                            |                  |
| Classement général |                     |             |                            |                  |
| Coureur | Coureur             | Pays        | Équipe                     | Temps            |
| 1er | Max Kanter          | Allemagne   | Astana Qazaqstan Team      | 15 h 53 min 30 s |
| 2e | Stan Dewulf         | Belgique    | Decathlon-AG2R La Mondiale | + 1 s            |
| 3e | Sebastián Molano    | Colombie    | UAE Team Emirates          | + 2 s            |
| 4e | Dries De Bondt      | Belgique    | Decathlon-AG2R La Mondiale | + 4 s            |
| 5e | Gijs Van Hoecke     | Belgique    | Intermarché-Wanty          | + 6 s            |
| 6e | Filip Maciejuk      | Pologne     | Red Bull-Bora-Hansgrohe    | + 7 s            |
| 7e | Rune Herregodts     | Belgique    | Intermarché-Wanty          | + 7 s            |
| 8e | Jake Stewart        | Royaume-Uni | Israel-Premier Tech        | + 8 s            |
| 9e | Alberto Bruttomesso | Italie      | Bahrain Victorious         | + 8 s            |
| 10e | Robert Stannard     | Australie   | Bahrain Victorious         | + 10 s           |

### 5eétape
| \| Classement de l'étape \| Classement de l'étape \| Classement de l'étape \| Classement de l'étape \| Classement de l'étape \| \| Coureur \| Coureur \| Pays \| Équipe \| Temps \| \| --------------------- \| --------------------- \| --------------------- \| -------------------------- \| --------------------- \| \| 1er \| Lennert Van Eetvelt \| Belgique \| Lotto Dstny \| 3 h 36 min 18 s \| \| 2e \| Oscar Onley \| Royaume-Uni \| Team dsm-firmenich PostNL \| + 2 s \| \| 3e \| Alex Baudin \| France \| Decathlon-AG2R La Mondiale \| + 9 s \| \| 4e \| Victor Lafay \| France \| Decathlon-AG2R La Mondiale \| + 9 s \| \| 5e \| Pavel Sivakov \| France \| UAE Team Emirates \| + 11 s \| \| 6e \| Giovanni Aleotti \| Italie \| Red Bull-Bora-Hansgrohe \| + 15 s \| \| 7e \| Lorenzo Fortunato \| Italie \| Astana Qazaqstan Team \| + 23 s \| \| 8e \| Ewen Costiou \| France \| Arkéa-B&B Hotels \| + 25 s \| \| 9e \| Hagos Welay Berhe \| Éthiopie \| Team Jayco AlUla \| + 26 s \| \| 10e \| Felix Großschartner \| Autriche \| UAE Team Emirates \| + 26 s \| |                     |             |                            |                 |
| |                     |             |                            |                 |
| |                     |             |                            |                 |
| Classement de l'étape |                     |             |                            |                 |
| Coureur | Coureur             | Pays        | Équipe                     | Temps           |
| 1er | Lennert Van Eetvelt | Belgique    | Lotto Dstny                | 3 h 36 min 18 s |
| 2e | Oscar Onley         | Royaume-Uni | Team dsm-firmenich PostNL  | + 2 s           |
| 3e | Alex Baudin         | France      | Decathlon-AG2R La Mondiale | + 9 s           |
| 4e | Victor Lafay        | France      | Decathlon-AG2R La Mondiale | + 9 s           |
| 5e | Pavel Sivakov       | France      | UAE Team Emirates          | + 11 s          |
| 6e | Giovanni Aleotti    | Italie      | Red Bull-Bora-Hansgrohe    | + 15 s          |
| 7e | Lorenzo Fortunato   | Italie      | Astana Qazaqstan Team      | + 23 s          |
| 8e | Ewen Costiou        | France      | Arkéa-B&B Hotels           | + 25 s          |
| 9e | Hagos Welay Berhe   | Éthiopie    | Team Jayco AlUla           | + 26 s          |
| 10e | Felix Großschartner | Autriche    | UAE Team Emirates          | + 26 s          |

| \| Classement général \| Classement général \| Classement général \| Classement général \| Classement général \| \| Coureur \| Coureur \| Pays \| Équipe \| Temps \| \| ------------------ \| ------------------- \| ------------------ \| -------------------------- \| ------------------ \| \| 1er \| Lennert Van Eetvelt \| Belgique \| Lotto Dstny \| 19 h 29 min 50 s \| \| 2e \| Oscar Onley \| Royaume-Uni \| Team dsm-firmenich PostNL \| + 5 s \| \| 3e \| Alex Baudin \| France \| Decathlon-AG2R La Mondiale \| + 15 s \| \| 4e \| Victor Lafay \| France \| Decathlon-AG2R La Mondiale \| + 19 s \| \| 5e \| Pavel Sivakov \| France \| UAE Team Emirates \| + 21 s \| \| 6e \| Giovanni Aleotti \| Italie \| Red Bull-Bora-Hansgrohe \| + 25 s \| \| 7e \| Lorenzo Fortunato \| Italie \| Astana Qazaqstan Team \| + 33 s \| \| 8e \| Ewen Costiou \| France \| Arkéa-B&B Hotels \| + 35 s \| \| 9e \| Quinn Simmons \| États-Unis \| Lidl-Trek \| + 36 s \| \| 10e \| Felix Großschartner \| Autriche \| UAE Team Emirates \| + 36 s \| |                     |             |                            |                  |
| |                     |             |                            |                  |
| |                     |             |                            |                  |
| Classement général |                     |             |                            |                  |
| Coureur | Coureur             | Pays        | Équipe                     | Temps            |
| 1er | Lennert Van Eetvelt | Belgique    | Lotto Dstny                | 19 h 29 min 50 s |
| 2e | Oscar Onley         | Royaume-Uni | Team dsm-firmenich PostNL  | + 5 s            |
| 3e | Alex Baudin         | France      | Decathlon-AG2R La Mondiale | + 15 s           |
| 4e | Victor Lafay        | France      | Decathlon-AG2R La Mondiale | + 19 s           |
| 5e | Pavel Sivakov       | France      | UAE Team Emirates          | + 21 s           |
| 6e | Giovanni Aleotti    | Italie      | Red Bull-Bora-Hansgrohe    | + 25 s           |
| 7e | Lorenzo Fortunato   | Italie      | Astana Qazaqstan Team      | + 33 s           |
| 8e | Ewen Costiou        | France      | Arkéa-B&B Hotels           | + 35 s           |
| 9e | Quinn Simmons       | États-Unis  | Lidl-Trek                  | + 36 s           |
| 10e | Felix Großschartner | Autriche    | UAE Team Emirates          | + 36 s           |

### 6eétape
| \| Classement de l'étape \| Classement de l'étape \| Classement de l'étape \| Classement de l'étape \| Classement de l'étape \| \| Coureur \| Coureur \| Pays \| Équipe \| Temps \| \| --------------------- \| --------------------- \| --------------------- \| -------------------------- \| --------------------- \| \| 1er \| Matevž Govekar \| Slovénie \| Bahrain Victorious \| 2 h 51 min 55 s \| \| 2e \| Marijn van den Berg \| Pays-Bas \| EF Education-EasyPost \| + 0 s \| \| 3e \| Robert Stannard \| Australie \| Bahrain Victorious \| + 0 s \| \| 4e \| Joseph Blackmore \| Royaume-Uni \| Israel-Premier Tech \| + 0 s \| \| 5e \| Matîs Louvel \| France \| Arkéa-B&B Hotels \| + 0 s \| \| 6e \| Stan Dewulf \| Belgique \| Decathlon-AG2R La Mondiale \| + 0 s \| \| 7e \| Natnael Tesfatsion \| Érythrée \| Lidl-Trek \| + 0 s \| \| 8e \| Martin Svrček \| Slovaquie \| Soudal Quick-Step \| + 0 s \| \| 9e \| Alex Baudin \| France \| Decathlon-AG2R La Mondiale \| + 0 s \| \| 10e \| Rune Herregodts \| Belgique \| Intermarché-Wanty \| + 0 s \| |                     |             |                            |                 |
| |                     |             |                            |                 |
| |                     |             |                            |                 |
| Classement de l'étape |                     |             |                            |                 |
| Coureur | Coureur             | Pays        | Équipe                     | Temps           |
| 1er | Matevž Govekar      | Slovénie    | Bahrain Victorious         | 2 h 51 min 55 s |
| 2e | Marijn van den Berg | Pays-Bas    | EF Education-EasyPost      | + 0 s           |
| 3e | Robert Stannard     | Australie   | Bahrain Victorious         | + 0 s           |
| 4e | Joseph Blackmore    | Royaume-Uni | Israel-Premier Tech        | + 0 s           |
| 5e | Matîs Louvel        | France      | Arkéa-B&B Hotels           | + 0 s           |
| 6e | Stan Dewulf         | Belgique    | Decathlon-AG2R La Mondiale | + 0 s           |
| 7e | Natnael Tesfatsion  | Érythrée    | Lidl-Trek                  | + 0 s           |
| 8e | Martin Svrček       | Slovaquie   | Soudal Quick-Step          | + 0 s           |
| 9e | Alex Baudin         | France      | Decathlon-AG2R La Mondiale | + 0 s           |
| 10e | Rune Herregodts     | Belgique    | Intermarché-Wanty          | + 0 s           |

## Classements finals

### Classement général final
| \| Classement général \| Classement général \| Classement général \| Classement général \| Classement général \| \| Coureur \| Coureur \| Pays \| Équipe \| Temps \| \| ------------------ \| ------------------- \| ------------------ \| -------------------------- \| ------------------ \| \| 1er \| Lennert Van Eetvelt \| Belgique \| Lotto Dstny \| 22 h 21 min 45 s \| \| 2e \| Oscar Onley \| Royaume-Uni \| Team dsm-firmenich PostNL \| + 5 s \| \| 3e \| Alex Baudin \| France \| Decathlon-AG2R La Mondiale \| + 15 s \| \| 4e \| Victor Lafay \| France \| Decathlon-AG2R La Mondiale \| + 19 s \| \| 5e \| Pavel Sivakov \| France \| UAE Team Emirates \| + 21 s \| \| 6e \| Giovanni Aleotti \| Italie \| Red Bull-Bora-Hansgrohe \| + 25 s \| \| 7e \| Tim Wellens \| Belgique \| UAE Team Emirates \| + 31 s \| \| 8e \| Lorenzo Fortunato \| Italie \| Astana Qazaqstan Team \| + 33 s \| \| 9e \| Ewen Costiou \| France \| Arkéa-B&B Hotels \| + 35 s \| \| 10e \| Quinn Simmons \| États-Unis \| Lidl-Trek \| + 36 s \| |                     |             |                            |                  |
| |                     |             |                            |                  |
| Source : ProCyclingStats |                     |             |                            |                  |
| Classement général |                     |             |                            |                  |
| Coureur | Coureur             | Pays        | Équipe                     | Temps            |
| 1er | Lennert Van Eetvelt | Belgique    | Lotto Dstny                | 22 h 21 min 45 s |
| 2e | Oscar Onley         | Royaume-Uni | Team dsm-firmenich PostNL  | + 5 s            |
| 3e | Alex Baudin         | France      | Decathlon-AG2R La Mondiale | + 15 s           |
| 4e | Victor Lafay        | France      | Decathlon-AG2R La Mondiale | + 19 s           |
| 5e | Pavel Sivakov       | France      | UAE Team Emirates          | + 21 s           |
| 6e | Giovanni Aleotti    | Italie      | Red Bull-Bora-Hansgrohe    | + 25 s           |
| 7e | Tim Wellens         | Belgique    | UAE Team Emirates          | + 31 s           |
| 8e | Lorenzo Fortunato   | Italie      | Astana Qazaqstan Team      | + 33 s           |
| 9e | Ewen Costiou        | France      | Arkéa-B&B Hotels           | + 35 s           |
| 10e | Quinn Simmons       | États-Unis  | Lidl-Trek                  | + 36 s           |

### Classements annexes finals
| Classement par points | Classement par points | Classement par points | Classement par points      | Classement par points |
| Coureur               | Coureur               | Pays                  | Équipe                     | Points                |
| --------------------- | --------------------- | --------------------- | -------------------------- | --------------------- |
| 1er                   | Ethan Vernon          | Royaume-Uni           | Israel-Premier Tech        | 38 pts                |
| 2e                    | Stan Dewulf           | Belgique              | Decathlon-AG2R La Mondiale | 37 pts                |
| 3e                    | Max Kanter            | Allemagne             | Astana Qazaqstan Team      | 29 pts                |
| 4e                    | Warre Vangheluwe      | Belgique              | Soudal Quick-Step          | 27 pts                |
| 5e                    | Matevž Govekar        | Slovénie              | Bahrain Victorious         | 23 pts                |
| 6e                    | Lionel Taminiaux      | Belgique              | Lotto Dstny                | 22 pts                |
| 7e                    | Sebastián Molano      | Colombie              | UAE Team Emirates          | 21 pts                |
| 8e                    | Gijs Van Hoecke       | Belgique              | Intermarché-Wanty          | 17 pts                |
| 9e                    | Dries De Bondt        | Belgique              | Decathlon-AG2R La Mondiale | 16 pts                |
| 10e                   | Marijn van den Berg   | Pays-Bas              | EF Education-EasyPost      | 16 pts                |

| Classement par points | Classement par points | Classement par points | Classement par points      | Classement par points |
| Coureur               | Coureur               | Pays                  | Équipe                     | Points                |
| --------------------- | --------------------- | --------------------- | -------------------------- | --------------------- |
| 1er                   | Ethan Vernon          | Royaume-Uni           | Israel-Premier Tech        | 38 pts                |
| 2e                    | Stan Dewulf           | Belgique              | Decathlon-AG2R La Mondiale | 37 pts                |
| 3e                    | Max Kanter            | Allemagne             | Astana Qazaqstan Team      | 29 pts                |
| 4e                    | Warre Vangheluwe      | Belgique              | Soudal Quick-Step          | 27 pts                |
| 5e                    | Matevž Govekar        | Slovénie              | Bahrain Victorious         | 23 pts                |
| 6e                    | Lionel Taminiaux      | Belgique              | Lotto Dstny                | 22 pts                |
| 7e                    | Sebastián Molano      | Colombie              | UAE Team Emirates          | 21 pts                |
| 8e                    | Gijs Van Hoecke       | Belgique              | Intermarché-Wanty          | 17 pts                |
| 9e                    | Dries De Bondt        | Belgique              | Decathlon-AG2R La Mondiale | 16 pts                |
| 10e                   | Marijn van den Berg   | Pays-Bas              | EF Education-EasyPost      | 16 pts                |

| Classement de la montagne | Classement de la montagne | Classement de la montagne | Classement de la montagne  | Classement de la montagne |
| Coureur                   | Coureur                   | Pays                      | Équipe                     | Points                    |
| ------------------------- | ------------------------- | ------------------------- | -------------------------- | ------------------------- |
| 1er                       | Pepijn Reinderink         | Pays-Bas                  | Soudal Quick-Step          | 28 pts                    |
| 2e                        | Tim Wellens               | Belgique                  | UAE Team Emirates          | 22 pts                    |
| 3e                        | Stan Dewulf               | Belgique                  | Decathlon-AG2R La Mondiale | 17 pts                    |
| 4e                        | Victor Lafay              | France                    | Decathlon-AG2R La Mondiale | 16 pts                    |
| 5e                        | Dries De Bondt            | Belgique                  | Decathlon-AG2R La Mondiale | 14 pts                    |
| 6e                        | Pavel Sivakov             | France                    | UAE Team Emirates          | 12 pts                    |
| 7e                        | Lennert Van Eetvelt       | Belgique                  | Lotto Dstny                | 10 pts                    |
| 8e                        | Sylvain Moniquet          | Belgique                  | Lotto Dstny                | 10 pts                    |
| 9e                        | Rémi Cavagna              | France                    | Movistar Team              | 8 pts                     |
| 10e                       | Thomas Champion           | France                    | Cofidis                    | 5 pts                     |

| Classement de la montagne | Classement de la montagne | Classement de la montagne | Classement de la montagne  | Classement de la montagne |
| Coureur                   | Coureur                   | Pays                      | Équipe                     | Points                    |
| ------------------------- | ------------------------- | ------------------------- | -------------------------- | ------------------------- |
| 1er                       | Pepijn Reinderink         | Pays-Bas                  | Soudal Quick-Step          | 28 pts                    |
| 2e                        | Tim Wellens               | Belgique                  | UAE Team Emirates          | 22 pts                    |
| 3e                        | Stan Dewulf               | Belgique                  | Decathlon-AG2R La Mondiale | 17 pts                    |
| 4e                        | Victor Lafay              | France                    | Decathlon-AG2R La Mondiale | 16 pts                    |
| 5e                        | Dries De Bondt            | Belgique                  | Decathlon-AG2R La Mondiale | 14 pts                    |
| 6e                        | Pavel Sivakov             | France                    | UAE Team Emirates          | 12 pts                    |
| 7e                        | Lennert Van Eetvelt       | Belgique                  | Lotto Dstny                | 10 pts                    |
| 8e                        | Sylvain Moniquet          | Belgique                  | Lotto Dstny                | 10 pts                    |
| 9e                        | Rémi Cavagna              | France                    | Movistar Team              | 8 pts                     |
| 10e                       | Thomas Champion           | France                    | Cofidis                    | 5 pts                     |

| Classement du meilleur jeune | Classement du meilleur jeune | Classement du meilleur jeune | Classement du meilleur jeune | Classement du meilleur jeune |
| Coureur                      | Coureur                      | Pays                         | Équipe                       | Temps                        |
| ---------------------------- | ---------------------------- | ---------------------------- | ---------------------------- | ---------------------------- |
| 1er                          | Lennert Van Eetvelt          | Belgique                     | Lotto Dstny                  | 22 h 21 min 45 s             |
| 2e                           | Oscar Onley                  | Royaume-Uni                  | Team dsm-firmenich PostNL    | + 5 s                        |
| 3e                           | Alex Baudin                  | France                       | Decathlon-AG2R La Mondiale   | + 15 s                       |
| 4e                           | Giovanni Aleotti             | Italie                       | Red Bull-Bora-Hansgrohe      | + 25 s                       |
| 5e                           | Ewen Costiou                 | France                       | Arkéa-B&B Hotels             | + 35 s                       |
| 6e                           | Quinn Simmons                | États-Unis                   | Lidl-Trek                    | + 36 s                       |
| 7e                           | Hagos Welay Berhe            | Éthiopie                     | Team Jayco AlUla             | + 36 s                       |
| 8e                           | Alexander Hajek              | Autriche                     | Red Bull-Bora-Hansgrohe      | + 43 s                       |
| 9e                           | Johannes Staune-Mittet       | Norvège                      | Team Visma \| Lease a Bike   | + 43 s                       |
| 10e                          | Max Poole                    | Royaume-Uni                  | Team dsm-firmenich PostNL    | + 1 min 02 s                 |

| Classement du meilleur jeune | Classement du meilleur jeune | Classement du meilleur jeune | Classement du meilleur jeune | Classement du meilleur jeune |
| Coureur                      | Coureur                      | Pays                         | Équipe                       | Temps                        |
| ---------------------------- | ---------------------------- | ---------------------------- | ---------------------------- | ---------------------------- |
| 1er                          | Lennert Van Eetvelt          | Belgique                     | Lotto Dstny                  | 22 h 21 min 45 s             |
| 2e                           | Oscar Onley                  | Royaume-Uni                  | Team dsm-firmenich PostNL    | + 5 s                        |
| 3e                           | Alex Baudin                  | France                       | Decathlon-AG2R La Mondiale   | + 15 s                       |
| 4e                           | Giovanni Aleotti             | Italie                       | Red Bull-Bora-Hansgrohe      | + 25 s                       |
| 5e                           | Ewen Costiou                 | France                       | Arkéa-B&B Hotels             | + 35 s                       |
| 6e                           | Quinn Simmons                | États-Unis                   | Lidl-Trek                    | + 36 s                       |
| 7e                           | Hagos Welay Berhe            | Éthiopie                     | Team Jayco AlUla             | + 36 s                       |
| 8e                           | Alexander Hajek              | Autriche                     | Red Bull-Bora-Hansgrohe      | + 43 s                       |
| 9e                           | Johannes Staune-Mittet       | Norvège                      | Team Visma \| Lease a Bike   | + 43 s                       |
| 10e                          | Max Poole                    | Royaume-Uni                  | Team dsm-firmenich PostNL    | + 1 min 02 s                 |

| Classement par équipes | Classement par équipes     | Classement par équipes | Classement par équipes |
| Équipe                 | Équipe                     | Pays                   | Temps                  |
| ---------------------- | -------------------------- | ---------------------- | ---------------------- |
| 1re                    | UAE Team Emirates          | Émirats arabes unis    | 67 h 06 min 48 s       |
| 2e                     | Decathlon-AG2R La Mondiale | France                 | + 42 s                 |
| 3e                     | Red Bull-Bora-Hansgrohe    | Allemagne              | + 1 min 06 s           |
| 4e                     | Lidl-Trek                  | États-Unis             | + 1 min 24 s           |
| 5e                     | Arkéa-B&B Hotels           | France                 | + 2 min 24 s           |
| 6e                     | Lotto Dstny                | Belgique               | + 3 min 03 s           |
| 7e                     | Intermarché-Wanty          | Belgique               | + 4 min 03 s           |
| 8e                     | Team Visma \| Lease a Bike | Pays-Bas               | + 4 min 11 s           |
| 10e                    | EF Education-EasyPost      | États-Unis             | + 4 min 17 s           |
| 10e                    | Soudal Quick-Step          | Belgique               | + 4 min 28 s           |

| Classement par équipes | Classement par équipes     | Classement par équipes | Classement par équipes |
| Équipe                 | Équipe                     | Pays                   | Temps                  |
| ---------------------- | -------------------------- | ---------------------- | ---------------------- |
| 1re                    | UAE Team Emirates          | Émirats arabes unis    | 67 h 06 min 48 s       |
| 2e                     | Decathlon-AG2R La Mondiale | France                 | + 42 s                 |
| 3e                     | Red Bull-Bora-Hansgrohe    | Allemagne              | + 1 min 06 s           |
| 4e                     | Lidl-Trek                  | États-Unis             | + 1 min 24 s           |
| 5e                     | Arkéa-B&B Hotels           | France                 | + 2 min 24 s           |
| 6e                     | Lotto Dstny                | Belgique               | + 3 min 03 s           |
| 7e                     | Intermarché-Wanty          | Belgique               | + 4 min 03 s           |
| 8e                     | Team Visma \| Lease a Bike | Pays-Bas               | + 4 min 11 s           |
| 10e                    | EF Education-EasyPost      | États-Unis             | + 4 min 17 s           |
| 10e                    | Soudal Quick-Step          | Belgique               | + 4 min 28 s           |

## Évolution des classements
| Étape              | Vainqueur           | Classement général  | Classement par points | Classement de la montagne | Classement du meilleur jeune | Classement par équipes |
| ------------------ | ------------------- | ------------------- | --------------------- | ------------------------- | ---------------------------- | ---------------------- |
| 1                  | Lionel Taminiaux    | Lionel Taminiaux    | Lionel Taminiaux      | non-décerné               | Ethan Vernon                 | Israel-Premier Tech    |
| 2                  | Warre Vangheluwe    | Max Kanter          | Max Kanter            | Dries De Bondt            | Filip Maciejuk               | Israel-Premier Tech    |
| 3                  | Ethan Vernon        | Ethan Vernon        | Ethan Vernon          | Dries De Bondt            | Ethan Vernon                 | Israel-Premier Tech    |
| 4                  | Ethan Vernon        | Max Kanter          | Ethan Vernon          | Pepijn Reinderink         | Filip Maciejuk               | Israel-Premier Tech    |
| 5                  | Lennert Van Eetvelt | Lennert Van Eetvelt | Ethan Vernon          | Pepijn Reinderink         | Lennert Van Eetvelt          | UAE Emirates           |
| 6                  | Matevž Govekar      | Lennert Van Eetvelt | Ethan Vernon          | Pepijn Reinderink         | Lennert Van Eetvelt          | UAE Emirates           |
| Classements finals | Classements finals  | Lennert Van Eetvelt | Ethan Vernon          | Pepijn Reinderink         | Lennert Van Eetvelt          | UAE Emirates           |

## Liste des participants
| Team Visma \| Lease a Bike TVL    | Team Visma \| Lease a Bike TVL | Team Visma \| Lease a Bike TVL |
| --------------------------------- | ------------------------------ | ------------------------------ |
| Num                               | Coureur                        | Pos                            |
| 1                                 | Milan Vader (NED)              | AB-3                           |
| 2                                 | Koen Bouwman (NED)             | 58e                            |
| 4                                 | Johannes Staune-Mittet (NOR)   | 15e                            |
| 5                                 | Tosh Van der Sande (BEL)       | 64e                            |
| 6                                 | Mick van Dijke (NED)           | 26e                            |
| 7                                 | Julien Vermote (BEL)           | 44e                            |
| Directeur sportif : Frans Maassen |                                |                                |

| Arkéa-B&B Hotels ARK               | Arkéa-B&B Hotels ARK  | Arkéa-B&B Hotels ARK |
| ---------------------------------- | --------------------- | -------------------- |
| Num                                | Coureur               | Pos                  |
| 11                                 | Louis Barré (FRA)     | 80e                  |
| 12                                 | Ewen Costiou (FRA)    | 9e                   |
| 13                                 | David Dekker (NED)    | 104e                 |
| 14                                 | Élie Gesbert (FRA)    | 33e                  |
| 15                                 | Donavan Grondin (FRA) | 84e                  |
| 16                                 | Mathis Le Berre (FRA) | 30e                  |
| 17                                 | Matîs Louvel (FRA)    | 71e                  |
| Directeur sportif : Laurent Pichon |                       |                      |

| Astana Qazaqstan Team AST        | Astana Qazaqstan Team AST | Astana Qazaqstan Team AST |
| -------------------------------- | ------------------------- | ------------------------- |
| Num                              | Coureur                   | Pos                       |
| 21                               | Davide Ballerini (ITA)    | 90e                       |
| 22                               | Yevgeniy Fedorov (KAZ)    | 111e                      |
| 23                               | Lorenzo Fortunato (ITA)   | 8e                        |
| 24                               | Max Kanter (GER)          | 50e                       |
| 25                               | Alexey Lutsenko (KAZ)     | 48e                       |
| 26                               | Rüdiger Selig (GER)       | 106e                      |
| 27                               | Gleb Syritsa              | 109e                      |
| Directeur sportif : Mark Renshaw |                           |                           |

| Bahrain Victorious TBV                                | Bahrain Victorious TBV    | Bahrain Victorious TBV |
| ----------------------------------------------------- | ------------------------- | ---------------------- |
| Num                                                   | Coureur                   | Pos                    |
| 31                                                    | Alberto Bruttomesso (ITA) |                        |
| 32                                                    | Matevž Govekar (SLO)      |                        |
| 33                                                    | Finlay Pickering (GBR)    |                        |
| 34                                                    | Dušan Rajović (SRB)       |                        |
| 35                                                    | Robert Stannard (AUS)     |                        |
| 36                                                    | Torstein Træen (NOR)      |                        |
| 37                                                    | Łukasz Wiśniowski (POL)   |                        |
| Directeur sportif : Gorazd Štangelj, Enrico Poitschke |                           |                        |

| Cofidis COF                          | Cofidis COF           | Cofidis COF |
| ------------------------------------ | --------------------- | ----------- |
| Num                                  | Coureur               | Pos         |
| 41                                   | Piet Allegaert (BEL)  |             |
| 42                                   | Thomas Champion (FRA) |             |
| 43                                   | Milan Fretin (BEL)    |             |
| 44                                   | Gorka Izagirre (ESP)  |             |
| 45                                   | Oliver Knight (GBR)   |             |
| 46                                   | Rubén Fernández (ESP) |             |
| 47                                   | Ludovic Robeet (BEL)  |             |
| Directeur sportif : Jean-Luc Jonrond |                       |             |

| Decathlon-AG2R La Mondiale DAT                         | Decathlon-AG2R La Mondiale DAT | Decathlon-AG2R La Mondiale DAT |
| ------------------------------------------------------ | ------------------------------ | ------------------------------ |
| Num                                                    | Coureur                        | Pos                            |
| 51                                                     | Alex Baudin (FRA)              |                                |
| 52                                                     | Geoffrey Bouchard (FRA)        |                                |
| 53                                                     | Dries De Bondt (BEL)           |                                |
| 54                                                     | Stan Dewulf (BEL)              |                                |
| 55                                                     | Pierre Gautherat (FRA)         |                                |
| 56                                                     | Victor Lafay (FRA)             |                                |
| 57                                                     | Gianluca Pollefliet (BEL)      |                                |
| Directeur sportif : Stéphane Goubert, Artūras Kasputis |                                |                                |

| EF Education-EasyPost EFE                             | EF Education-EasyPost EFE | EF Education-EasyPost EFE |
| ----------------------------------------------------- | ------------------------- | ------------------------- |
| Num                                                   | Coureur                   | Pos                       |
| 61                                                    | Markel Beloki (ESP)       |                           |
| 62                                                    | Stefan Bissegger (SUI)    |                           |
| 63                                                    | Esteban Chaves (COL)      |                           |
| 64                                                    | Mikkel Honoré (DEN)       | AB-3                      |
| 65                                                    | Jack Rootkin-Gray (GBR)   |                           |
| 66                                                    | Jonas Rutsch (GER)        |                           |
| 67                                                    | Marijn van den Berg (NED) |                           |
| Directeur sportif : Ken Vanmarcke, Juan Manuel Gárate |                           |                           |

| Ineos Grenadiers IGD               | Ineos Grenadiers IGD               | Ineos Grenadiers IGD |
| ---------------------------------- | ---------------------------------- | -------------------- |
| Num                                | Coureur                            | Pos                  |
| 72                                 | Tobias Foss (NOR)                  |                      |
| 73                                 | Omar Fraile (ESP)                  |                      |
| 74                                 | Michael Leonard (CAN)              |                      |
| 75                                 | Jhonatan Narváez (ECU)             | AB-3                 |
| 76                                 | Óscar Rodríguez Garaicoechea (ESP) |                      |
| 77                                 | Artem Shmidt (USA)                 |                      |
| Directeur sportif : Oliver Cookson |                                    |                      |

| Intermarché-Wanty IWA              | Intermarché-Wanty IWA    | Intermarché-Wanty IWA |
| ---------------------------------- | ------------------------ | --------------------- |
| Num                                | Coureur                  | Pos                   |
| 81                                 | Lilian Calmejane (FRA)   |                       |
| 82                                 | Kevin Colleoni (ITA)     |                       |
| 84                                 | Rune Herregodts (BEL)    |                       |
| 85                                 | Rein Taaramäe (EST)      |                       |
| 86                                 | Taco van der Hoorn (NED) |                       |
| 87                                 | Gijs Van Hoecke (BEL)    |                       |
| Directeur sportif : Dimitri Claeys |                          |                       |

| Lidl-Trek LTK                    | Lidl-Trek LTK                    | Lidl-Trek LTK |
| -------------------------------- | -------------------------------- | ------------- |
| Num                              | Coureur                          | Pos           |
| 91                               | Amanuel Ghebreigzabhier (ERI)    |               |
| 92                               | Daan Hoole (NED)                 |               |
| 93                               | Alex Kirsch (LUX)                |               |
| 94                               | Quinn Simmons (USA)              |               |
| 95                               | Jasper Stuyven (BEL)             | NP-3          |
| 96                               | Natnael Tesfatsion (ERI) (route) |               |
| 97                               | Otto Vergaerde (BEL)             |               |
| Directeur sportif : Kim Andersen |                                  |               |

| Movistar Team MOV                 | Movistar Team MOV         | Movistar Team MOV |
| --------------------------------- | ------------------------- | ----------------- |
| Num                               | Coureur                   | Pos               |
| 101                               | Gonzalo Serrano (ESP)     |                   |
| 102                               | Rémi Cavagna (FRA)        |                   |
| 103                               | Davide Cimolai (ITA)      |                   |
| 104                               | Iván García Cortina (ESP) |                   |
| 106                               | Sergio Samitier (ESP)     |                   |
| 107                               | Iván Sosa (COL)           |                   |
| Directeur sportif : Pablo Lastras |                           |                   |

| Red Bull-Bora-Hansgrohe RBH                       | Red Bull-Bora-Hansgrohe RBH   | Red Bull-Bora-Hansgrohe RBH |
| ------------------------------------------------- | ----------------------------- | --------------------------- |
| Num                                               | Coureur                       | Pos                         |
| 111                                               | Emanuel Buchmann (GER)        | NP-3                        |
| 112                                               | Giovanni Aleotti (ITA)        |                             |
| 113                                               | Alexander Hajek (AUT) (route) |                             |
| 114                                               | Emil Herzog (GER)             |                             |
| 115                                               | Luis-Joe Lührs (GER)          |                             |
| 116                                               | Filip Maciejuk (POL)          |                             |
| 117                                               | Maximilian Schachmann (GER)   |                             |
| Directeur sportif : Shane Archbold, Roger Hammond |                               |                             |

| Soudal Quick-Step SOQ                       | Soudal Quick-Step SOQ   | Soudal Quick-Step SOQ |
| ------------------------------------------- | ----------------------- | --------------------- |
| Num                                         | Coureur                 | Pos                   |
| 121                                         | Josef Černý (CZE)       |                       |
| 122                                         | Jan Hirt (CZE)          |                       |
| 123                                         | James Knox (GBR)        |                       |
| 124                                         | Luke Lamperti (USA)     |                       |
| 125                                         | Pepijn Reinderink (NED) | 99e                   |
| 126                                         | Martin Svrček (SVK)     |                       |
| 127                                         | Warre Vangheluwe (BEL)  |                       |
| Directeur sportif : Tom Steels, Iljo Keisse |                         |                       |

| Team dsm-firmenich PostNL DFP       | Team dsm-firmenich PostNL DFP | Team dsm-firmenich PostNL DFP |
| ----------------------------------- | ----------------------------- | ----------------------------- |
| Num                                 | Coureur                       | Pos                           |
| 131                                 | Patrick Eddy (AUS)            |                               |
| 132                                 | Fabio Jakobsen (NED)          | NP-3                          |
| 133                                 | Niklas Märkl (GER)            |                               |
| 134                                 | Oscar Onley (GBR)             |                               |
| 135                                 | Max Poole (GBR)               |                               |
| 136                                 | Timo Roosen (NED)             |                               |
| 137                                 | Casper van Uden (NED)         |                               |
| Directeur sportif : Callum Ferguson |                               |                               |

| Team Jayco AlUla JAY                              | Team Jayco AlUla JAY        | Team Jayco AlUla JAY |
| ------------------------------------------------- | --------------------------- | -------------------- |
| Num                                               | Coureur                     | Pos                  |
| 141                                               | Luke Plapp (AUS) (route)    | AB-3                 |
| 142                                               | Hagos Welay Berhe (ETH)     |                      |
| 143                                               | Amund Grøndahl Jansen (NOR) |                      |
| 144                                               | Jan Maas (NED)              |                      |
| 145                                               | Lucas Hamilton (AUS)        |                      |
| 146                                               | Blake Quick (AUS)           | AB-4                 |
| 147                                               | Callum Scotson (AUS)        | AB-1                 |
| Directeur sportif : Tristan Hoffman, Andrew Smith |                             |                      |

| UAE Team Emirates UAD                            | UAE Team Emirates UAD      | UAE Team Emirates UAD |
| ------------------------------------------------ | -------------------------- | --------------------- |
| Num                                              | Coureur                    | Pos                   |
| 151                                              | Igor Arrieta (ESP)         |                       |
| 152                                              | Felix Großschartner (AUT)  |                       |
| 153                                              | Vegard Stake Laengen (NOR) | AB-3                  |
| 154                                              | Sebastián Molano (COL)     |                       |
| 155                                              | Pavel Sivakov (FRA)        |                       |
| 156                                              | Michael Vink (NZL)         |                       |
| 157                                              | Tim Wellens (BEL)          |                       |
| Directeur sportif : Simone Pedrazzini, Tomás Gil |                            |                       |

| Israel-Premier Tech IPT           | Israel-Premier Tech IPT  | Israel-Premier Tech IPT |
| --------------------------------- | ------------------------ | ----------------------- |
| Num                               | Coureur                  | Pos                     |
| 161                               | Christopher Froome (GBR) |                         |
| 162                               | Joseph Blackmore (GBR)   |                         |
| 163                               | Riley Pickrell (CAN)     |                         |
| 164                               | Nadav Raisberg (ISR)     |                         |
| 165                               | Jake Stewart (GBR)       |                         |
| 166                               | Guy Sagiv (ISR)          |                         |
| 167                               | Ethan Vernon (GBR)       | 55e                     |
| Directeur sportif : Sep Vanmarcke |                          |                         |

| Lotto Dstny LTD                 | Lotto Dstny LTD           | Lotto Dstny LTD |
| ------------------------------- | ------------------------- | --------------- |
| Num                             | Coureur                   | Pos             |
| 171                             | Arjen Livyns (BEL)        |                 |
| 172                             | Sylvain Moniquet (BEL)    |                 |
| 173                             | Mathijs Paasschens (NED)  |                 |
| 174                             | Eduardo Sepúlveda (ARG)   |                 |
| 175                             | Liam Slock (BEL)          |                 |
| 176                             | Lionel Taminiaux (BEL)    |                 |
| 177                             | Lennert Van Eetvelt (BEL) | 1er             |
| Directeur sportif : Mario Aerts |                           |                 |

| Chine CHN                        | Chine CHN      | Chine CHN |
| -------------------------------- | -------------- | --------- |
| Num                              | Coureur        | Pos       |
| 181                              | Lyu Xianjing   |           |
| 182                              | Ma Binyan      | AB-3      |
| 183                              | Shen Yutao     |           |
| 184                              | Li Zhen        | AB-4      |
| 185                              | Sun Changsheng |           |
| 186                              | Teng Geng      |           |
| 187                              | Yu Jiaqing     |           |
| Directeur sportif : Lionel Marie |                |           |

| Team Visma \| Lease a Bike TVL    | Team Visma \| Lease a Bike TVL | Team Visma \| Lease a Bike TVL |
| --------------------------------- | ------------------------------ | ------------------------------ |
| Num                               | Coureur                        | Pos                            |
| 1                                 | Milan Vader (NED)              | AB-3                           |
| 2                                 | Koen Bouwman (NED)             | 58e                            |
| 4                                 | Johannes Staune-Mittet (NOR)   | 15e                            |
| 5                                 | Tosh Van der Sande (BEL)       | 64e                            |
| 6                                 | Mick van Dijke (NED)           | 26e                            |
| 7                                 | Julien Vermote (BEL)           | 44e                            |
| Directeur sportif : Frans Maassen |                                |                                |

| Arkéa-B&B Hotels ARK               | Arkéa-B&B Hotels ARK  | Arkéa-B&B Hotels ARK |
| ---------------------------------- | --------------------- | -------------------- |
| Num                                | Coureur               | Pos                  |
| 11                                 | Louis Barré (FRA)     | 80e                  |
| 12                                 | Ewen Costiou (FRA)    | 9e                   |
| 13                                 | David Dekker (NED)    | 104e                 |
| 14                                 | Élie Gesbert (FRA)    | 33e                  |
| 15                                 | Donavan Grondin (FRA) | 84e                  |
| 16                                 | Mathis Le Berre (FRA) | 30e                  |
| 17                                 | Matîs Louvel (FRA)    | 71e                  |
| Directeur sportif : Laurent Pichon |                       |                      |

| Astana Qazaqstan Team AST        | Astana Qazaqstan Team AST | Astana Qazaqstan Team AST |
| -------------------------------- | ------------------------- | ------------------------- |
| Num                              | Coureur                   | Pos                       |
| 21                               | Davide Ballerini (ITA)    | 90e                       |
| 22                               | Yevgeniy Fedorov (KAZ)    | 111e                      |
| 23                               | Lorenzo Fortunato (ITA)   | 8e                        |
| 24                               | Max Kanter (GER)          | 50e                       |
| 25                               | Alexey Lutsenko (KAZ)     | 48e                       |
| 26                               | Rüdiger Selig (GER)       | 106e                      |
| 27                               | Gleb Syritsa              | 109e                      |
| Directeur sportif : Mark Renshaw |                           |                           |

| Bahrain Victorious TBV                                | Bahrain Victorious TBV    | Bahrain Victorious TBV |
| ----------------------------------------------------- | ------------------------- | ---------------------- |
| Num                                                   | Coureur                   | Pos                    |
| 31                                                    | Alberto Bruttomesso (ITA) |                        |
| 32                                                    | Matevž Govekar (SLO)      |                        |
| 33                                                    | Finlay Pickering (GBR)    |                        |
| 34                                                    | Dušan Rajović (SRB)       |                        |
| 35                                                    | Robert Stannard (AUS)     |                        |
| 36                                                    | Torstein Træen (NOR)      |                        |
| 37                                                    | Łukasz Wiśniowski (POL)   |                        |
| Directeur sportif : Gorazd Štangelj, Enrico Poitschke |                           |                        |

| Cofidis COF                          | Cofidis COF           | Cofidis COF |
| ------------------------------------ | --------------------- | ----------- |
| Num                                  | Coureur               | Pos         |
| 41                                   | Piet Allegaert (BEL)  |             |
| 42                                   | Thomas Champion (FRA) |             |
| 43                                   | Milan Fretin (BEL)    |             |
| 44                                   | Gorka Izagirre (ESP)  |             |
| 45                                   | Oliver Knight (GBR)   |             |
| 46                                   | Rubén Fernández (ESP) |             |
| 47                                   | Ludovic Robeet (BEL)  |             |
| Directeur sportif : Jean-Luc Jonrond |                       |             |

| Decathlon-AG2R La Mondiale DAT                         | Decathlon-AG2R La Mondiale DAT | Decathlon-AG2R La Mondiale DAT |
| ------------------------------------------------------ | ------------------------------ | ------------------------------ |
| Num                                                    | Coureur                        | Pos                            |
| 51                                                     | Alex Baudin (FRA)              |                                |
| 52                                                     | Geoffrey Bouchard (FRA)        |                                |
| 53                                                     | Dries De Bondt (BEL)           |                                |
| 54                                                     | Stan Dewulf (BEL)              |                                |
| 55                                                     | Pierre Gautherat (FRA)         |                                |
| 56                                                     | Victor Lafay (FRA)             |                                |
| 57                                                     | Gianluca Pollefliet (BEL)      |                                |
| Directeur sportif : Stéphane Goubert, Artūras Kasputis |                                |                                |

| EF Education-EasyPost EFE                             | EF Education-EasyPost EFE | EF Education-EasyPost EFE |
| ----------------------------------------------------- | ------------------------- | ------------------------- |
| Num                                                   | Coureur                   | Pos                       |
| 61                                                    | Markel Beloki (ESP)       |                           |
| 62                                                    | Stefan Bissegger (SUI)    |                           |
| 63                                                    | Esteban Chaves (COL)      |                           |
| 64                                                    | Mikkel Honoré (DEN)       | AB-3                      |
| 65                                                    | Jack Rootkin-Gray (GBR)   |                           |
| 66                                                    | Jonas Rutsch (GER)        |                           |
| 67                                                    | Marijn van den Berg (NED) |                           |
| Directeur sportif : Ken Vanmarcke, Juan Manuel Gárate |                           |                           |

| Ineos Grenadiers IGD               | Ineos Grenadiers IGD               | Ineos Grenadiers IGD |
| ---------------------------------- | ---------------------------------- | -------------------- |
| Num                                | Coureur                            | Pos                  |
| 72                                 | Tobias Foss (NOR)                  |                      |
| 73                                 | Omar Fraile (ESP)                  |                      |
| 74                                 | Michael Leonard (CAN)              |                      |
| 75                                 | Jhonatan Narváez (ECU)             | AB-3                 |
| 76                                 | Óscar Rodríguez Garaicoechea (ESP) |                      |
| 77                                 | Artem Shmidt (USA)                 |                      |
| Directeur sportif : Oliver Cookson |                                    |                      |

| Intermarché-Wanty IWA              | Intermarché-Wanty IWA    | Intermarché-Wanty IWA |
| ---------------------------------- | ------------------------ | --------------------- |
| Num                                | Coureur                  | Pos                   |
| 81                                 | Lilian Calmejane (FRA)   |                       |
| 82                                 | Kevin Colleoni (ITA)     |                       |
| 84                                 | Rune Herregodts (BEL)    |                       |
| 85                                 | Rein Taaramäe (EST)      |                       |
| 86                                 | Taco van der Hoorn (NED) |                       |
| 87                                 | Gijs Van Hoecke (BEL)    |                       |
| Directeur sportif : Dimitri Claeys |                          |                       |

| Lidl-Trek LTK                    | Lidl-Trek LTK                    | Lidl-Trek LTK |
| -------------------------------- | -------------------------------- | ------------- |
| Num                              | Coureur                          | Pos           |
| 91                               | Amanuel Ghebreigzabhier (ERI)    |               |
| 92                               | Daan Hoole (NED)                 |               |
| 93                               | Alex Kirsch (LUX)                |               |
| 94                               | Quinn Simmons (USA)              |               |
| 95                               | Jasper Stuyven (BEL)             | NP-3          |
| 96                               | Natnael Tesfatsion (ERI) (route) |               |
| 97                               | Otto Vergaerde (BEL)             |               |
| Directeur sportif : Kim Andersen |                                  |               |

| Movistar Team MOV                 | Movistar Team MOV         | Movistar Team MOV |
| --------------------------------- | ------------------------- | ----------------- |
| Num                               | Coureur                   | Pos               |
| 101                               | Gonzalo Serrano (ESP)     |                   |
| 102                               | Rémi Cavagna (FRA)        |                   |
| 103                               | Davide Cimolai (ITA)      |                   |
| 104                               | Iván García Cortina (ESP) |                   |
| 106                               | Sergio Samitier (ESP)     |                   |
| 107                               | Iván Sosa (COL)           |                   |
| Directeur sportif : Pablo Lastras |                           |                   |

| Red Bull-Bora-Hansgrohe RBH                       | Red Bull-Bora-Hansgrohe RBH   | Red Bull-Bora-Hansgrohe RBH |
| ------------------------------------------------- | ----------------------------- | --------------------------- |
| Num                                               | Coureur                       | Pos                         |
| 111                                               | Emanuel Buchmann (GER)        | NP-3                        |
| 112                                               | Giovanni Aleotti (ITA)        |                             |
| 113                                               | Alexander Hajek (AUT) (route) |                             |
| 114                                               | Emil Herzog (GER)             |                             |
| 115                                               | Luis-Joe Lührs (GER)          |                             |
| 116                                               | Filip Maciejuk (POL)          |                             |
| 117                                               | Maximilian Schachmann (GER)   |                             |
| Directeur sportif : Shane Archbold, Roger Hammond |                               |                             |

| Soudal Quick-Step SOQ                       | Soudal Quick-Step SOQ   | Soudal Quick-Step SOQ |
| ------------------------------------------- | ----------------------- | --------------------- |
| Num                                         | Coureur                 | Pos                   |
| 121                                         | Josef Černý (CZE)       |                       |
| 122                                         | Jan Hirt (CZE)          |                       |
| 123                                         | James Knox (GBR)        |                       |
| 124                                         | Luke Lamperti (USA)     |                       |
| 125                                         | Pepijn Reinderink (NED) | 99e                   |
| 126                                         | Martin Svrček (SVK)     |                       |
| 127                                         | Warre Vangheluwe (BEL)  |                       |
| Directeur sportif : Tom Steels, Iljo Keisse |                         |                       |

| Team dsm-firmenich PostNL DFP       | Team dsm-firmenich PostNL DFP | Team dsm-firmenich PostNL DFP |
| ----------------------------------- | ----------------------------- | ----------------------------- |
| Num                                 | Coureur                       | Pos                           |
| 131                                 | Patrick Eddy (AUS)            |                               |
| 132                                 | Fabio Jakobsen (NED)          | NP-3                          |
| 133                                 | Niklas Märkl (GER)            |                               |
| 134                                 | Oscar Onley (GBR)             |                               |
| 135                                 | Max Poole (GBR)               |                               |
| 136                                 | Timo Roosen (NED)             |                               |
| 137                                 | Casper van Uden (NED)         |                               |
| Directeur sportif : Callum Ferguson |                               |                               |

| Team Jayco AlUla JAY                              | Team Jayco AlUla JAY        | Team Jayco AlUla JAY |
| ------------------------------------------------- | --------------------------- | -------------------- |
| Num                                               | Coureur                     | Pos                  |
| 141                                               | Luke Plapp (AUS) (route)    | AB-3                 |
| 142                                               | Hagos Welay Berhe (ETH)     |                      |
| 143                                               | Amund Grøndahl Jansen (NOR) |                      |
| 144                                               | Jan Maas (NED)              |                      |
| 145                                               | Lucas Hamilton (AUS)        |                      |
| 146                                               | Blake Quick (AUS)           | AB-4                 |
| 147                                               | Callum Scotson (AUS)        | AB-1                 |
| Directeur sportif : Tristan Hoffman, Andrew Smith |                             |                      |

| UAE Team Emirates UAD                            | UAE Team Emirates UAD      | UAE Team Emirates UAD |
| ------------------------------------------------ | -------------------------- | --------------------- |
| Num                                              | Coureur                    | Pos                   |
| 151                                              | Igor Arrieta (ESP)         |                       |
| 152                                              | Felix Großschartner (AUT)  |                       |
| 153                                              | Vegard Stake Laengen (NOR) | AB-3                  |
| 154                                              | Sebastián Molano (COL)     |                       |
| 155                                              | Pavel Sivakov (FRA)        |                       |
| 156                                              | Michael Vink (NZL)         |                       |
| 157                                              | Tim Wellens (BEL)          |                       |
| Directeur sportif : Simone Pedrazzini, Tomás Gil |                            |                       |

| Israel-Premier Tech IPT           | Israel-Premier Tech IPT  | Israel-Premier Tech IPT |
| --------------------------------- | ------------------------ | ----------------------- |
| Num                               | Coureur                  | Pos                     |
| 161                               | Christopher Froome (GBR) |                         |
| 162                               | Joseph Blackmore (GBR)   |                         |
| 163                               | Riley Pickrell (CAN)     |                         |
| 164                               | Nadav Raisberg (ISR)     |                         |
| 165                               | Jake Stewart (GBR)       |                         |
| 166                               | Guy Sagiv (ISR)          |                         |
| 167                               | Ethan Vernon (GBR)       | 55e                     |
| Directeur sportif : Sep Vanmarcke |                          |                         |

| Lotto Dstny LTD                 | Lotto Dstny LTD           | Lotto Dstny LTD |
| ------------------------------- | ------------------------- | --------------- |
| Num                             | Coureur                   | Pos             |
| 171                             | Arjen Livyns (BEL)        |                 |
| 172                             | Sylvain Moniquet (BEL)    |                 |
| 173                             | Mathijs Paasschens (NED)  |                 |
| 174                             | Eduardo Sepúlveda (ARG)   |                 |
| 175                             | Liam Slock (BEL)          |                 |
| 176                             | Lionel Taminiaux (BEL)    |                 |
| 177                             | Lennert Van Eetvelt (BEL) | 1er             |
| Directeur sportif : Mario Aerts |                           |                 |

| Chine CHN                        | Chine CHN      | Chine CHN |
| -------------------------------- | -------------- | --------- |
| Num                              | Coureur        | Pos       |
| 181                              | Lyu Xianjing   |           |
| 182                              | Ma Binyan      | AB-3      |
| 183                              | Shen Yutao     |           |
| 184                              | Li Zhen        | AB-4      |
| 185                              | Sun Changsheng |           |
| 186                              | Teng Geng      |           |
| 187                              | Yu Jiaqing     |           |
| Directeur sportif : Lionel Marie |                |           |